# Lista de estações do Metrô do Distrito Federal (Brasil)
Esta lista inclui todas as estações do Metrô do Distrito Federal, no Brasil.

## Estações

### Inauguradas
| Sigla | Nome                 | Linhas                    | Localização  | Posição     | Inauguração | Latitude      | Longitude     |
| ----- | -------------------- | ------------------------- | ------------ | ----------- | ----------- | ------------- | ------------- |
| 102   | 102 Sul              | Linha Verde Linha Laranja | Brasília     | Subterrâneo | 2009        | 15° 48′ 20″ S | 47° 53′ 22″ W |
| 106   | 106 Sul              | Linha Verde Linha Laranja | Brasília     | Subterrâneo | 2020        |               |               |
| 108   | 108 Sul              | Linha Verde Linha Laranja | Brasília     | Subterrâneo | 2008        | 15° 49′ 9″ S  | 47° 54′ 13″ W |
| 110   | 110 Sul              | Linha Verde Linha Laranja | Brasília     | Subterrâneo | 2020        |               |               |
| 112   | 112 Sul              | Linha Verde Linha Laranja | Brasília     | Subterrâneo | 2009        | 15° 49′ 37″ S | 47° 54′ 52″ W |
| 114   | 114 Sul              | Linha Verde Linha Laranja | Brasília     | Subterrâneo | 2001        | 15° 49′ 51″ S | 47° 55′ 12″ W |
| CLA   | Águas Claras         | Linha Verde Linha Laranja | Águas Claras | Superfície  | 2001        | 15° 50′ 24″ S | 48° 1′ 41″ W  |
| ARN   | Arniqueiras          | Linha Verde Linha Laranja | Águas Claras | Superfície  | 2002        | 15° 50′ 12″ S | 48° 1′ 1″ W   |
| CEC   | Ceilândia Centro     | Linha Verde               | Ceilândia    | Subterrâneo | 2009        | 15° 49′ 20″ S | 48° 6′ 43″ W  |
| CEN   | Ceilândia Norte      | Linha Verde               | Ceilândia    | Superfície  | 2009        | 15° 48′ 53″ S | 48° 6′ 58″ W  |
| CES   | Ceilândia Sul        | Linha Verde               | Ceilândia    | Superfície  | 2006        | 15° 50′ 16″ S | 48° 6′ 11″ W  |
| CTL   | Central              | Linha Verde Linha Laranja | Brasília     | Subterrâneo | 2001        | 15° 47′ 36″ S | 47° 53′ 3″ W  |
| ADM   | Centro Metropolitano | Linha Verde               | Taguatinga   | Superfície  | 2006        | 15° 50′ 7″ S  | 48° 5′ 10″ W  |
| CON   | Concessionárias      | Linha Verde               | Águas Claras | Superfície  | 2004        | 15° 50′ 6″ S  | 48° 2′ 19″ W  |
| EPQ   | Estrada Parque       | Linha Verde               | Águas Claras | Superfície  | 2020        |               |               |
| FEI   | Feira                | Linha Verde Linha Laranja | Guará        | Superfície  | 2001        | 15° 49′ 23″ S | 47° 58′ 30″ W |
| FUR   | Furnas               | Linha Laranja             | Samambaia    | Superfície  | 2006        | 15° 51′ 53″ S | 48° 3′ 36″ W  |
| GAL   | Galeria              | Linha Verde Linha Laranja | Brasília     | Subterrâneo | 2001        | 15° 47′ 56″ S | 47° 53′ 4″ W  |
| GUA   | Guará                | Linha Verde Linha Laranja | Guará        | Subterrâneo | 2010        | 15° 49′ 35″ S | 47° 59′ 1″ W  |
| GBA   | Guariroba            | Linha Verde               | Ceilândia    | Superfície  | 2009        | 15° 49′ 49″ S | 48° 6′ 26″ W  |
| REL   | Praça do Relógio     | Linha Verde               | Taguatinga   | Subterrâneo | 2006        | 15° 50'S      | 48° 3′ 23″ W  |
| SAS   | Samambaia Sul        | Linha Laranja             | Samambaia    | Superfície  | 2002        | 15° 52′ 8″ S  | 48° 4′ 17″ W  |
| SHP   | Shopping             | Linha Verde Linha Laranja | Brasília     | Superfície  | 2001        | 15° 49′ 56″ S | 47° 57′ 2″ W  |
| TAS   | Taguatinga Sul       | Linha Laranja             | Taguatinga   | Superfície  | 2001        | 15°51′ 6″ S   | 48° 2′ 31″ W  |
| ASA   | Terminal Asa Sul     | Linha Verde Linha Laranja | Brasília     | Superfície  | 2001        | 15° 50′ 13″ S | 47° 55′ 57″ W |
| CEI   | Terminal Ceilândia   | Linha Verde               | Ceilândia    | Superfície  | 2009        | 15° 48′ 20″ S | 48° 7′ 16″ W  |
| SAM   | Terminal Samambaia   | Linha Laranja             | Samambaia    | Superfície  | 2001        | 15° 52′ 25″ S | 48° 5′ 5″ W   |

### Em obras
- 104 Sul
- Onoyama

### Em projeto
- 103 Norte
- 105 Norte
- 107 Norte
- 109 Norte
- 111 Norte
- 113 Norte
- 115 Norte
- Estação 28
- Estação 29
- Estação 34
- Estação 35
- HRAN
- Terminal Asa Norte